# Staňkov (nádraží)
Staňkov je železniční stanice v jižní části města Staňkov v okrese Domažlice v Plzeňském kraji nedaleko řeky Radbuzy. Leží na neelektrizovaných jednokolejných tratích Plzeň – Furth im Wald a  Staňkov–Poběžovice. Součástí stanice je i někdejší odbočka Vránov, nyní obvod stanice s názvem Staňkov-Vránov.

## Historie
Stanice byla vybudována jakožto součást České západní dráhy (BWB) spojující Bavorsko, Plzeň a nádraží na Smíchově, podle typizovaného stavebního návrhu. Vzniklo zde též nákladové nádraží. 14. října 1861 byl s místním nádražím uveden do provozu celý nový úsek trasy z České Kubice na provizorní nádraží ve Skvrňanech u Plzně (železniční most přes Radbuzu byl dokončen se zbytkem trati až následujícího roku), odkud po dokončení mohla dále pokračovat směrem do Prahy.
15. října 1893 otevřela společnost Místní dráha Staňkov-Horšův Týn-Ronšperk železniční spojení své trati přes Horšovský Týn do Poběžovic, kudy již vedla příhraniční železnice podél bavorské hranice.
Po zestátnění BWB v roce 1894 pak obsluhovala stanici jedna společnost, Císařsko-královské státní dráhy (kkStB), po roce 1918 pak správu přebraly Československé státní dráhy.
V letech 2017 a 2018 proběhla ve dvou etapách rekonstrukce výpravní budovy, byl opraven plášť budovy, zastřešení nástupiště, střechy, vyměněny hodiny a osvětlení. Též došlo k rekonstrukci veřejnosti přístupných prostor.

## Popis
Nachází se zde tři jednostranná nekrytá nástupiště (z toho dvě vnitřní), k příchodu na vnitřní nástupiště slouží přechody přes koleje. V roce 2018 začaly rekonstrukční a modernizační práce, trať má být v úseku Plzeň - Domažlice kompletně zdvoukolejněna a elektrizována. Dlouhodobě se počítá s rekonstrukcí celé trati až k hraničnímu přechodu s Německem Česká Kubice - Furth im Wald.